# Partsch (Einheit)
Der Partsch war ein Gewichtsmaß im asiatischen Karabag. Das Maß wurde für Getreide und Flüssigkeiten verwendet.
- 1 Partsch = 1,5612628 Kilogramm (3,8125 Funta (russ.))